# Pressing (programma televisivo)
Pressing è un programma televisivo italiano di approfondimento calcistico, in onda sulle reti Mediaset. È un classico talk show calcistico, che analizza i gol e la cronaca della domenica calcistica con interviste e analisi delle partite insieme a un gruppo di opinionisti in studio. Nel corso degli anni sono stati prodotti numerosi spin-off del programma.

## Il programma

### Le edizioni originarie (1990-1999)
Il programma è nato come erede di A tutto campo, un programma calcistico andato in onda su TV Koper-Capodistria (allora controllata dalla Fininvest) nelle due stagioni precedenti.
Il programma, nel primo ciclo, va in onda per nove edizioni, dal 9 settembre 1990 al 23 maggio 1999. La prima edizione è stata condotta da Marino Bartoletti, a seguire il programma è stato condotto da Raimondo Vianello.
Il programma va in onda in prima serata la domenica su Italia 1, ma poi passa alla seconda serata per fare concorrenza a La domenica sportiva della Rai. La trasmissione era divisa in due parti: la prima in cui veniva analizzata la cronaca calcistica, insieme a Bruno Longhi, e la seconda dedicata agli approfondimenti, curati da Giorgio Tosatti e in seguito da Massimo De Luca, e alla moviola di Maurizio Pistocchi. Tra gli storici opinionisti in studio, i calciatori Giorgio Chinaglia, Stefano Tacconi, Salvatore Bagni, Aldo Serena e Giovanni Galli.

### Stagione 1999-2000
Il programma nella sua formula originale, a partire dalla stagione televisiva 1999-2000, lascia il posto a Controcampo (in realtà già trasmesso nella stagione precedente, ma di lunedì), che andrà in onda alternativamente fino al 2012 su Italia 1 e su Rete 4.
Dalla stagione 1999-2000 il marchio viene ripreso da un altro programma, Pressing Champions League, dedicato al commento delle partite della UEFA Champions League.

### Il ritorno (2018-in produzione)
Il programma torna in onda il 2 settembre 2018 in seconda serata su Canale 5, con la conduzione di Pierluigi Pardo e la partecipazione di Giorgia Rossi ed Elena Tambini. Le prime due puntate sono andate in onda il 19 e il 26 agosto con il titolo Aspettando Pressing e con la conduzione di Giorgia Rossi ed Elena Tambini. Questa edizione è stata realizzata presso lo studio 20 del Centro di produzione Mediaset di Cologno Monzese. L'ultima puntata di questa edizione è andata in onda il 29 dicembre 2018 in quanto Tiki Taka - Il calcio è il nostro gioco è stato promosso su Canale 5 dal 20 gennaio 2019.

#### Stagione 2021-2022
Dal 6 gennaio 2020 al 23 maggio 2021 è stato trasmesso in seconda serata sulle reti Mediaset lo spin-off del programma dal nome Pressing Serie A, con la conduzione di Giorgia Rossi (sostituita da Monica Bertini il 1º novembre 2020). Lo spin-off è stato trasmesso dal 6 gennaio all'8 marzo 2020 su Rete 4, il 26 gennaio 2020 su Italia 1 e dal 21 giugno 2020 al 23 maggio 2021 nuovamente su Italia 1.
Dopo le due puntate andate in onda in prima serata su Rete 4 (22 e 29 agosto 2021) con lo spin-off Pressing - Prima serata, il programma è tornato con l'undicesima edizione in onda ogni domenica dal 12 settembre 2021 al 22 maggio 2022 su Italia 1, in prima serata dalle 21:20 alle 23:35 con la prima puntata e dalla seconda puntata, dal 19 settembre il programma si è spostato in seconda serata al mercoledì (solamente il 22 settembre, il 27 ottobre, il 1º ed il 22 dicembre 2021), al giovedì (solamente il 6 gennaio 2022), al sabato (solamente il 16 aprile 2022) ed alla domenica (come serata stabile) tra le 23:40 e l'1:55, con la conduzione di Massimo Callegari e Monica Bertini, dallo studio 5 del Centro di produzione Mediaset di Cologno Monzese.

#### Stagione 2022-2023
La dodicesima edizione del programma è andata in onda ogni domenica in seconda serata dal 14 agosto 2022 al 4 giugno 2023. Confermata la domenica la coppia Massimo Callegari e Monica Bertini i quali conducono anche Pressing Speciale per i turni infrasettimanali. Il lunedì, in sostituzione del programma Tiki Taka - La repubblica del pallone, è stato introdotto un secondo appuntamento settimanale con il titolo di Pressing - Lunedì e con la conduzione di Dario Donato e Benedetta Radaelli affiancati dalla valletta Marialuisa Jacobelli. Entrambe le serate di Pressing iniziano alle 23:00 su Mediaset Infinity per accompagnare i telespettatori verso il passaggio su Italia 1 alle 23:45. A metà stagione, ovvero dal 2023, Pressing - Lunedì chiude lasciando spazio solo al programma principale e viene sostituito da Sport Mediaset Monday Night, condotto ancora da Benedetta Radaelli.

#### Stagione 2023-2024
Per la stagione 2023-2024 alla conduzione è stata confermata ancora la coppia Callegari-Bertini sempre di domenica in seconda serata dal 20 agosto 2023 al 26 maggio 2024.

#### Stagione 2024-2025
Per la stagione 2024-2025 alla conduzione è stata confermata ancora la coppia Callegari-Bertini  sempre di domenica in seconda serata dal 18 agosto 2024 (ad eccezione della puntata del 30 ottobre 2024, che è andata in onda di mercoledì). Unica novità nel programma è stato il passaggio di rete da Italia 1 a Canale 5. A seguito di una riorganizzazione dei palinsesti di Canale 5, dal 4 al 18 maggio 2025 è andato in onda su Italia 1.

## Edizioni
| Edizione | Anno      | Messa in onda   | Messa in onda     | Conduzione        | Conduzione        | Conduzione        | Periodo           | Periodo          | Puntate | Regia              | Studio                                                            |
| Edizione | Anno      | Messa in onda   | Messa in onda     | Conduzione        | Conduzione        | Conduzione        | Inizio            | Fine             | Puntate | Regia              | Studio                                                            |
| Edizione | Anno      | Rete televisiva | Piattaforma       | Conduzione        | Conduzione        | Conduzione        | Inizio            | Fine             | Puntate | Regia              | Studio                                                            |
| -------- | --------- | --------------- | ----------------- | ----------------- | ----------------- | ----------------- | ----------------- | ---------------- | ------- | ------------------ | ----------------------------------------------------------------- |
| 1ª       | 1990-1991 | Italia 1        | –                 | Marino Bartoletti | Marino Bartoletti | Marino Bartoletti | 9 settembre 1990  | 26 maggio 1991   | 36      | Giancarlo Giovalli | Studio 1 del Palazzo dei Cigni                                    |
| 2ª       | 1991-1992 | Italia 1        | –                 | Raimondo Vianello | Raimondo Vianello | Raimondo Vianello | 8 settembre 1991  | 31 maggio 1992   | 37      | Giancarlo Giovalli | Studio 1 del Palazzo dei Cigni                                    |
| 3ª       | 1992-1993 | Italia 1        | –                 | Raimondo Vianello | Raimondo Vianello | Raimondo Vianello | 13 settembre 1992 | 30 maggio 1993   | 36      | Giancarlo Giovalli | Studio 1 del Palazzo dei Cigni                                    |
| 4ª       | 1993-1994 | Italia 1        | –                 | Raimondo Vianello | Raimondo Vianello | Raimondo Vianello | 12 settembre 1993 | 29 maggio 1994   | 35      | Giancarlo Giovalli | Studio 1 del Palazzo dei Cigni                                    |
| 5ª       | 1994-1995 | Italia 1        | –                 | Raimondo Vianello | Raimondo Vianello | Raimondo Vianello | 11 settembre 1994 | 28 maggio 1995   | 35      | Giancarlo Giovalli | Studio 1 del Palazzo dei Cigni                                    |
| 6ª       | 1995-1996 | Italia 1        | –                 | Raimondo Vianello | Raimondo Vianello | Raimondo Vianello | 10 settembre 1995 | 27 maggio 1996   | 35      | Giancarlo Giovalli | Studio 1 del Palazzo dei Cigni                                    |
| 7ª       | 1996-1997 | Italia 1        | –                 | Raimondo Vianello | Raimondo Vianello | Raimondo Vianello | 15 settembre 1996 | 1º giugno 1997   | 36      | Giancarlo Giovalli | Studio 1 del Palazzo dei Cigni                                    |
| 8ª       | 1997-1998 | Italia 1        | –                 | Raimondo Vianello | Raimondo Vianello | Raimondo Vianello | 14 settembre 1997 | 31 maggio 1998   | 35      | Giancarlo Giovalli | Studio 1 del Palazzo dei Cigni                                    |
| 9ª       | 1998-1999 | Italia 1        | –                 | Raimondo Vianello | Raimondo Vianello | Raimondo Vianello | 13 settembre 1998 | 23 maggio 1999   | 34      | Giancarlo Giovalli | Studio 1 del Palazzo dei Cigni                                    |
| 10ª      | 2018      | Canale 5        | –                 | Pierluigi Pardo   | Giorgia Rossi     | Elena Tambini     | 2 settembre 2018  | 29 dicembre 2018 | 20      | Giancarlo Giovalli | Studio 20 del Centro di produzione Mediaset di Cologno Monzese    |
| 11ª      | 2021-2022 | Italia 1        | –                 | Massimo Callegari | Monica Bertini    | Monica Bertini    | 12 settembre 2021 | 22 maggio 2022   | 36      | Paolo Riccadonna   | Studio 5 e 7 del Centro di produzione Mediaset di Cologno Monzese |
| 12ª      | 2022-2023 | Italia 1        | Mediaset Infinity | Massimo Callegari | Monica Bertini    | Monica Bertini    | 14 agosto 2022    | 4 giugno 2023    | 39      | Alberto Odescalchi | Studio 7 del Centro di produzione Mediaset di Cologno Monzese     |
| 13ª      | 2023-2024 | Italia 1        | Mediaset Infinity | Massimo Callegari | Monica Bertini    | Monica Bertini    | 20 agosto 2023    | 26 maggio 2024   | 39      | Alberto Odescalchi | Studio 7 del Centro di produzione Mediaset di Cologno Monzese     |
| 14ª      | 2024-2025 | Canale 5        | Mediaset Infinity | Massimo Callegari | Monica Bertini    | Monica Bertini    | 18 agosto 2024    | 25 maggio 2025   | 39      | Alberto Odescalchi | Studio 7 del Centro di produzione Mediaset di Cologno Monzese     |
| 14ª      | 2024-2025 | Italia 1        | Mediaset Infinity | Massimo Callegari | Monica Bertini    | Monica Bertini    | 18 agosto 2024    | 25 maggio 2025   | 39      | Alberto Odescalchi | Studio 7 del Centro di produzione Mediaset di Cologno Monzese     |
| 15ª      | 2025-2026 | Canale 5        | Mediaset Infinity | Massimo Callegari | Monica Bertini    | Monica Bertini    | 24 agosto 2025    | In corso         |         | Alberto Odescalchi | Studio 7 del Centro di produzione Mediaset di Cologno Monzese     |

## Programmazione
| Edizione | Rete televisiva | Anno      | Stagione         | Orario      | Durata  | Programmazione | Programmazione | Programmazione | Programmazione | Programmazione | Programmazione | Programmazione | Collocazione |
| Edizione | Rete televisiva | Anno      | Stagione         | Orario      | Durata  | L              | M              | M              | G              | V              | S              | D              | Collocazione |
| -------- | --------------- | --------- | ---------------- | ----------- | ------- | -------------- | -------------- | -------------- | -------------- | -------------- | -------------- | -------------- | ------------ |
| 1ª       | Italia 1        | 1990-1991 | estate-primavera | 20:40-23:30 | 190 min |                |                |                |                |                |                |                | Prima serata |
| 2ª       | Italia 1        | 1991-1992 | estate-primavera | 20:40-23:30 | 190 min |                |                |                |                |                |                |                | Prima serata |
| 3ª       | Italia 1        | 1992-1993 | estate-primavera | 20:40-23:30 | 190 min |                |                |                |                |                |                |                | Prima serata |
| 4ª       | Italia 1        | 1993-1994 | estate-primavera | 20:40-23:30 | 190 min |                |                |                |                |                |                |                | Prima serata |
| 5ª       | Italia 1        | 1994-1995 | estate-primavera | 20:40-23:30 | 190 min |                |                |                |                |                |                |                | Prima serata |
| 6ª       | Italia 1        | 1995-1996 | estate-primavera | 20:40-23:30 | 190 min |                |                |                |                |                |                |                | Prima serata |
| 7ª       | Italia 1        | 1996-1997 | estate-primavera | 20:40-23:30 | 190 min |                |                |                |                |                |                |                | Prima serata |
| 8ª       | Italia 1        | 1997-1998 | estate-primavera | 20:40-23:30 | 190 min |                |                |                |                |                |                |                | Prima serata |
| 9ª       | Italia 1        | 1998-1999 | estate-primavera | 20:40-23:30 | 190 min |                |                |                |                |                |                |                | Prima serata |
| 10ª      | Canale 5        | 2018      | estate-inverno   | 23:10-01:15 | 125 min |                | Seconda serata |                |                |                |                |                |              |
| 11ª      | Italia 1        | 2021-2022 | estate-primavera | 21:20-23:35 | 135 min |                |                |                | Prima serata   |                |                |                |              |
| 11ª      | Italia 1        | 2021-2022 | estate-primavera | 23:40-01:55 | 135 min |                | Seconda serata |                |                |                |                |                |              |
| 12ª      | Italia 1        | 2022-2023 | estate-primavera | 23:45-02:00 | 135 min |                | Seconda serata |                |                |                |                |                |              |
| 13ª      | Italia 1        | 2023-2024 | estate-primavera | 23:45-02:00 | 135 min |                | Seconda serata |                |                |                |                |                |              |
| 14ª      | Canale 5        | 2024-2025 | estate-primavera | 23:25-01:35 | 135 min |                | Seconda serata |                |                |                |                |                |              |
| 14ª      | Italia 1        | 2024-2025 | estate-primavera | 23:25-01:35 | 135 min |                | Seconda serata |                |                |                |                |                |              |

## Ospiti ricorrenti

### Stagione 2021-2022
Tra gli ospiti ricorrenti presenti: Riccardo Ferri, Sandro Sabatini, Paolo Liguori, Francesco Oppini, Gene Gnocchi, Salvatore Esposito, Giampiero Mughini, Riccardo Trevisani, Massimo Mauro, Franco Ordine, Alessio Tacchinardi, Mario Sconcerti, Federica Fontana, Stefano Sorrentino, Fabrizio Biasin, Umberto Zapelloni, Massimo Zampini, Andrea Sorrentino, Valter De Maggio e Graziano Cesari alla moviola.

### Stagione 2022-2023
Tra gli ospiti ricorrenti presenti: Fabrizio Ravanelli, Fabrizio Biasin, Sandro Sabatini, Ivan Zazzaroni, Riccardo Trevisani, Mario Sconcerti, Carlo Pellegatti, Daniele Miceli, Massimo Mauro, Franco Ordine, Stefano Sorrentino, Valter De Maggio, Umberto Zapelloni, Christian Panucci, Massimo Zampini, Raffaele Auriemma e Graziano Cesari alla moviola.
Tra gli ospiti di Pressing - Lunedì: Fabrizio Ravanelli, Ciccio Graziani, Ivan Zazzaroni, Massimo Mauro, Francesco Oppini, Ciccio Valenti, Mauro Suma, Raffaele Auriemma, Giuseppe Cruciani, Carlo Pellegatti, Alessandro Altobelli, Christian Panucci, Evelina Christillin, Franco Ordine, Luciano Mondellini, Giovanni Cobolli Gigli, Stefano Sorrentino e Mauro Bergonzi alla moviola.

### Stagione 2023-2024
Tra gli ospiti ricorrenti presenti: Fabrizio Ravanelli, Fabrizio Biasin, Sandro Sabatini, Ivan Zazzaroni, Riccardo Trevisani, Raffaele Auriemma, Franco Ordine, Valter De Maggio, Carlo Pellegatti, Christian Panucci, Massimo Zampini, Massimo Mauro, Andrea Ranocchia, Umberto Zapelloni, Daniele Miceli per le notizie di calciomercato e Graziano Cesari per la moviola.

### Stagione 2024-2025
Tra gli ospiti ricorrenti presenti: Christian Panucci, Alessio Tacchinardi, Andrea Ranocchia, Alessandro Matri, Sandro Sabatini, Ivan Zazzaroni, Riccardo Trevisani, Massimo Mauro, Fabrizio Biasin, Raffaele Auriemma, Umberto Zapelloni, Valter De Maggio, Franco Ordine, Carlo Pellegatti e ancora Daniele Miceli per il calciomercato e Graziano Cesari alla moviola.

## Spin-off
- Pressing Champions League, spin-off di Pressing andato in onda su Italia 1 e su Canale 5 in seconda serata, dal 1999 al 2005 con la conduzione di Massimo De Luca e dal 2019 al 2021 con la conduzione di Giorgia Rossi.
- Aspettando Pressing, spin-off di Pressing andato in onda su Canale 5 ogni domenica in seconda serata il 19 e il 26 agosto 2018, con la conduzione di Giorgia Rossi ed Elena Tambini[12].
- Pressing Serie A, spin-off di Pressing andato in onda su Rete 4 e su Italia 1 ogni domenica e mercoledì in seconda serata nella stagione 2020-2021, con la conduzione di Giorgia Rossi.
- Pressing - Prima serata, spin-off di Pressing andato in onda su Rete 4 ogni domenica in prima serata il 22 e il 29 agosto 2021, con la conduzione di Massimo Callegari e Monica Bertini[13].
- Pressing - Lunedì, spin-off di Pressing andato in onda su Italia 1 ogni lunedì in seconda serata dal 15 agosto al 14 novembre 2022, con la conduzione di Dario Donato e Benedetta Radaelli[5][4].

## Vallette
- 1990-1992: Kay Sandvick
- 1992-1993: Lu-Ann Nadeau, Karin Nimatallah
- 1993-1996: Antonella Elia
- 1996-1997: Miriana Trevisan
- 1997-1999: Elenoire Casalegno
- 2022: Marialuisa Jacobelli[N 7]

## Sigle
- 1990-1995: Fanfare
- 1995-1999: Moving Around TV
- 2018: Canta Canta
- dal 2021: ¿?